# Östansjö, Söderhamns kommun
Östansjö är en tidigare småort i Söderala socken i Söderhamns kommun, Gävleborgs län. 2015 ändrade SCB definitionen av småorter, och Östansjö visade sig då inte längre uppfylla kriterierna för småorter.